# 精神科学
精神科学（Geisteswissenschaften，德語發音：[ˈɡaɪstəsˌvɪsənʃaftən]）是德语学术传统中的人文学科或人文科学，与自然科学相对，包括哲学、历史、语言学、音乐学、语言学、戏剧研究、文学研究、媒体研究乃至德国大学传统的神学和法学等40多种学科。

## 词源
精神（Geist）的概念可以追溯到18世纪和19世纪的德国唯心主义，尤其是赫尔德和黑格尔的民族精神（Volksgeist）概念，即所谓的人民共同的“精神”，或者更确切地说，思想。要理解精神科学一词，应该知道欧洲大陆哲学系继承了中世纪的文学院。除了哲学本身，它还包括自然科学和数学以及语言学和历史学科，后来又包括心理学和社会科学。精神科学一词在德语中首先被用作约翰·斯图尔特·密尔术语“道德科学”（moral sciences）的翻译。
历史学家、哲学家和社会学家威廉·狄尔泰推广了这个术语，认为心理学和新兴的社会学领域——如语言学和历史学科——应该被视为精神科学而不是自然科学（Naturwissenschaft），这些学科的方法与自然科学不同。狄尔泰的论点在著名的德国社会学家马克斯·韦伯的理论中非常有影响力，尽管韦伯更喜欢文化科学（Kulturwissenschaft）这个词，这是由他的新康德主义同事威廉·文德尔班和海因里希·李凯尔特推广的。